# Тунель Ловарі
Тунель Ловарі — тунель у Пакистані, довгобуд, завдовжки 8,75 км. Діаметр — 7,1 м. Побудовано під однойменною горою. Розташований в провінції Хайбер-Пахтунхва сполучає Верхній Дір і долину Читрал. Відкрито у червні 2017.,
Тунель зменшив час поїздки з 14 годин до 7 від Читралу до Пешавару. Крім того сучасна траса двічі перетинає кордон з Афганістаном. Тунель дозволив зробити сполучення з Четралом незалежним від погоди. 

## Історія
Тунель Ловарі проектований урядом Пакистану з 1956 року. Роботи по будівництву тунелю розпочалися 8 вересня 1975, але були зупинені в 1976 році через відсутність коштів та інші пріоритети в галузі розвитку, будівництво тунелю було відновлено у вересні 2005 року. Кошторисна вартість робіт на 2013 рік — $133 million US, генеральний підрядник — південнокорейська компанія SAMBU JV.
Проходку завершено у січні 2009 року Тунель був тимчасово відкритий взимку 2009-10, коли перевал Ловарі було закрито через сніги

## Дивись також
- Тунель Кохат
- Тунель Ходжак ‎